# 格列布·克尔日扎诺夫斯基

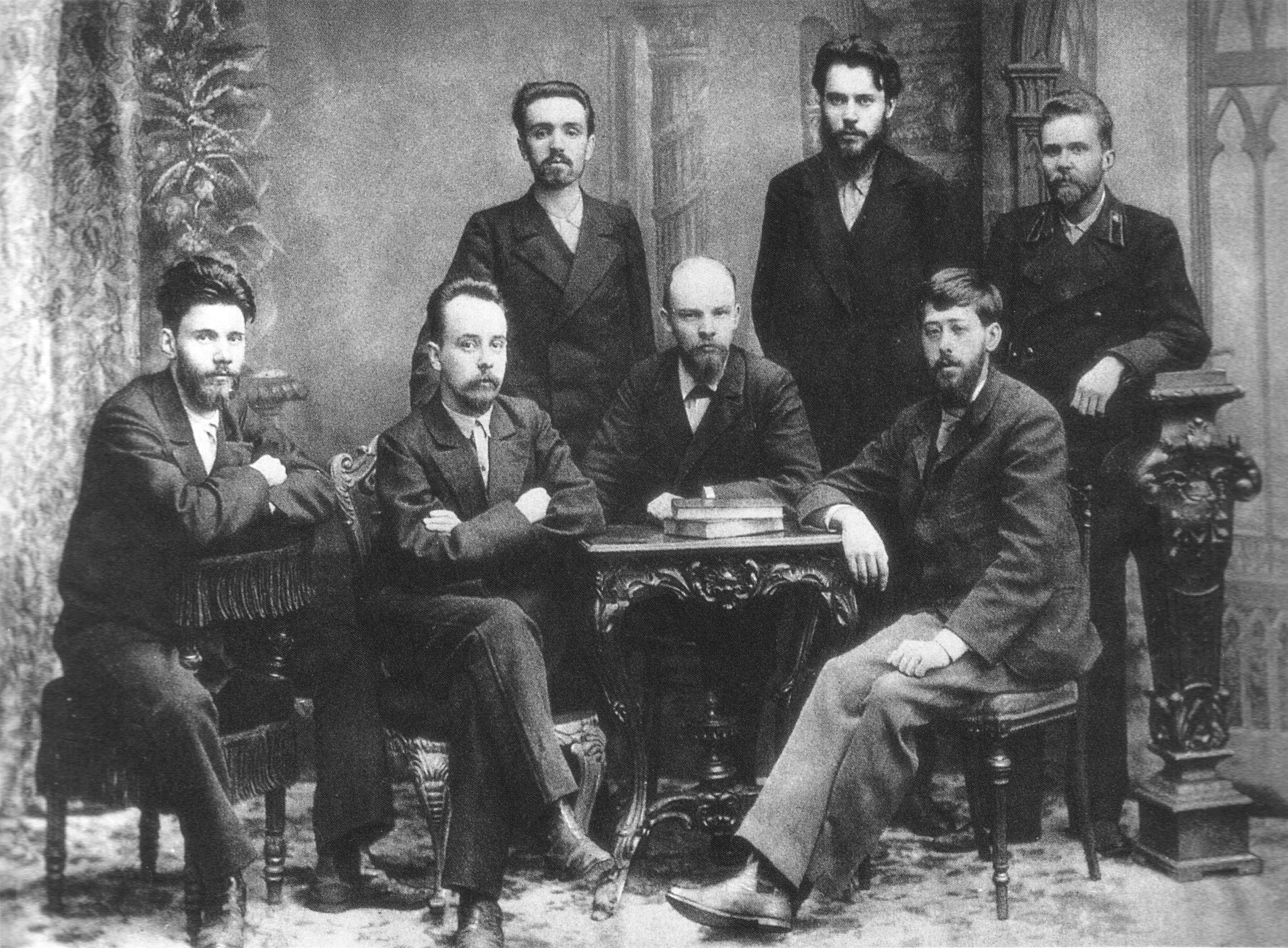
下左二

格列布·马克西米利安诺维奇·克尔日扎诺夫斯基（羅馬化：Gleb Maksimilianovich Krzhizhanovskiy；1872年1月24日—1959年3月31日），苏联动力工程技术专家、布尔什维克政治活动家、地理學家、作家、国民经济计划工作的开创者。

## 生平
生于萨马拉。彼得堡工学院毕业。1891年参与马克思主义活动小组，1895年与列宁共同成立了工人阶级解放斗争协会，后被关入布提尔卡监狱，狱中创作了《华沙工人进行曲》俄文版。1899年加入俄国社会民主工党。1904年至1905年参与组织俄国社会民主工党第三次代表大会，为党中央委员，后在基辅等地从事革命活动。1910年参与莫斯科电站的建造。
1920年担任俄罗斯国家电气化委员会主席，1921年创办任苏俄国家计划委员会担任首任主席，1923年由亚历山大·德米特里耶维奇·瞿鲁巴接任。1924—1939年为联共 (布)中央委员。1925年至1930年再次担任苏联国家计划委员会主席。后曾参与苏联大百科全书的编写。卡希拉火电厂以他的名字命名。
著有《克尔日扎诺夫斯基论文集》(三卷)。